# Berudrápa
Berudrápa (del nórdico antiguo: poema del escudo) es un poema escáldico del vikingo Egill Skallagrímsson. A diferencia de otro poema sobre escudos, Skjaldardrápa, el enfoque se centra en el obsequio de un miembro de la casta noble de Noruega. Fue una de las últimas creaciones de Egill, que compuso ya en edad avanzada. Se conserva en el compendio Möðruvallabók.